# 西區 (札幌市)
西区（日语：／ Nishi ku */?）位於札幌市西側，是札幌市的面積第二大區。
東部與中央區相鄰，西南部為山區與南區分隔，西部以手稻山與手稻區接鄰，東北部以新川和琴似川與北區為界。

## 歷史
現在的西區東側的發寒地區一帶過去屬於琴似町，西側屬於手稻町，其中發寒地區是轄區內最早開發的地方。1857年有20名幕府旗本的武士奉命來到此地擔任警備及開墾的工作，1971年起開始有移民進入八軒、二十四軒地區開墾。直到1974年大量來自仙台亘理藩、斗南藩、庄內藩的士族以屯田兵的形式來到琴似地區開墾，同時負擔北方警備的工作，同時也帶動了此地區的發展。

### 年表
- 1857年：德川幕府派遣20名武士進入發寒地區進行開墾。
- 1902年4月1日：山口村、上手稻村、下手稻村合併為手稻村，並成為北海道二級村。
- 1906年4月1日：琴似村和發寒村合併為琴似村，並成為北海道二級村。
- 1923年4月1日：琴似村成為北海道一級村。
- 1942年2月11日：琴似村改制為琴似町，並成為北海道二級町。
- 1951年11月1日：手稻村改制為手稻町。
- 1955年3月1日：琴似町被併入札幌市。
- 1967年3月1日：手稻町被併入札幌市。
- 1972年4月1日：札幌市成為政令指定都市，同時設置西區。
- 1989年：西區的北部分割另成立手稻區。